# Смит (сериал)
Вижте пояснителната страница за други значения на Смит.
„Смит“ (на английски: Smith) е кратко-просъществувал амрикански драматичен сериал, дебютирал по CBS на 19 септември 2006 г. Създаден е от Джон Уелс и разказва за двойствения живот на група професионални крадци.
Лидерът на групата Боби Стивънс (Рей Лиота) иска да прекрати престъпните си дейности само след няколко големи удара. Планът му не е успешен и съпругата му Хоуп (Вирджиния Медсън) започва да го подозира. Всеки епизод представя обир или подготовка за поредния поет ангажимент и стремежа им да са винаги крачка пред следващите ги власти.
Групата на Боби се състои от:
- Том (в ролята Джони Лий Милър) – отговарящ за логистиката и дясна ръка на Боби.
- Джо (в ролята Франки Джи) – отговарящ за траспортните нужди.
- Джеф (в ролята Саймън Бейкър) – отговарящ за оръжията.
- Ани (в ролята Ейми Смарт)- спец по маскировката и отвличането на вниманието.

В пилотния епизод спецът по електрониката Шон (в ролята Майк Дойл) е убит по време на работа и е заменен от съкилийника на Том – Марли (в ролята Елдън Харисън).
От другата страна на закона са агентите на ФБР Дод (в ролята Крис Бауър) и Валез (в ролята Лиса Видал), натоварени със задачата са заловят Смит и екипа му. Въпреки че е добре приет от критиците „Смит“ е свален от ефир само след три излъчени епизода на 6 октомври 2006 г. По късно останалите четири епизода са направени достъпни за сваляне през интернет. Обобщени сценарии на епизодите от осми до дванадесети са налични в интернет страницата на Amazon.

## Епизоди

### Сезон 1: 2006
| Епизод # | Заглавие       | Първо излъчване в САЩ | Първо излъчване в България |
| -------- | -------------- | --------------------- | -------------------------- |
| 1        | Пилотен епизод | 19 септември 2006 г.  | 16 юли 2007 г.             |
| 2        | Втори          | 26 септември 2006 г.  | 20 юли 2007 г.             |
| 3        | Трети          | 3 октомври 2006 г.    | 23 юли 2007 г.             |
| 4        | Четвърти       | Не е излъчен          | 27 юли 2007 г.             |
| 5        | Пети           | Не е излъчен          | 30 юли 2007 г.             |
| 6        | Шести          | Не е излъчен          | 3 август 2007 г.           |
| 7        | Седми          | Не е излъчен          | 6 август 2007 г.           |

## „Смит“ в България
В България сериалът започна излъчване на 16 юли 2007 г. по Нова телевизия с разписание всеки делничен ден от 20:00 и завърши на 6 август, като е дублиран на български. Ролите се озвучават от артистите Милена Живкова, Лидия Ганева, Силви Стоицов, Стефан Димитриев и Борис Чернев.